# European University Association

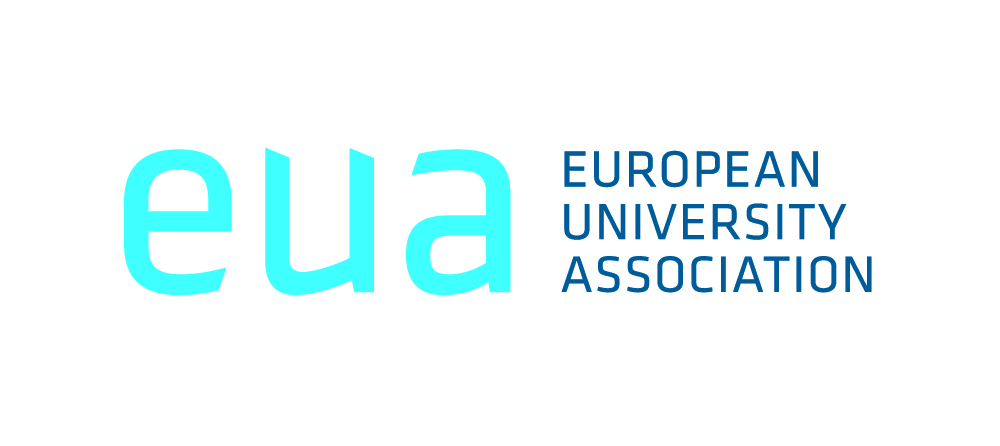
European University Association (EUA), logga.

European University Association (EUA) är ett samarbetsorgan för högskolor och universitet inom Europa. EUA har 850 medlemmar i 47 europeiska länder. Organisationen syftar till att harmonisera systemen för högre utbildning och forskning i Europa, bland annat genom Bolognaprocessen. Organisationen bildades år 2001 genom ett samgående mellan Association of European Universities och Confederation of European Union Rectors' Conference, vilket hände i Salamanca i Spanien.

## Svenska medlemmar i EUA
- Blekinge tekniska högskola
- Chalmers tekniska högskola
- Göteborgs universitet
- Handelshögskolan i Stockholm
- Högskolan i Jönköping
- Högskolan i Kalmar
- Högskolan i Halmstad
- Högskolan Väst
- Karlstads universitet
- Karolinska institutet
- Kungliga tekniska högskolan
- Linköpings universitet
- Luleå tekniska universitet
- Lunds universitet
- Malmö högskola
- Mälardalens universitet
- Stockholms universitet
- Sveriges Universitets- och Högskoleförbund
- Uppsala universitet
- Umeå universitet
- Växjö universitet
- World Maritime University
- Örebro universitet